# Rhamnus hainanensis
Rhamnus hainanensis là một loài thực vật có hoa trong họ Táo. Loài này được Merr. & Chun miêu tả khoa học đầu tiên năm 1935.